# Solar de Sara
Solar de Sara es el primer álbum de la banda peruana Gaia. Fue lanzado el 2003 y su estilo es netamente Alternativo y Post-Grunge, incluye 15 temas.

## Canciones
1. "Párate"
2. "Q'enqo"
3. "La Nueva"
4. "Aire por Consumir"
5. "Adicción Distancia"
6. "Terrestre"
7. "Bálsamo"
8. "24"
9. "Migratoria"
10. "Oz"
11. "Órbita"
12. "Airthai"
13. "Descartable"
14. "Párate (Versión alternativa)"
15. "Oz (Versión inédita)"

Este sencillo sería el único en el que participa el bajista Sergio Urday, luego de ello, decide salirse de la banda y dar su lugar a Gianmarco "PQT" Costas

## Miembros
- Michael "Mike" Spitzer - Voz, guitarra rítmica, sintetizador
- Carlos "El Mono" Cubas - Batería, percusión
- Sergio Urday - Bajo, coros
- Giacomo Sangalli - guitarra solista, coros

- Datos: Q17630466